# Палац правосуддя (Будапешт)
Палац правосуддя в Будапешті — споруда, зведена в стилі еклектизм між 1893 та 1896 роками за проектом угорського архітектора  Алайоша Хаусмана; розташована у теперішньому п’ятому міському окрузі Будапешта навпроти будівлі угорського парламенту. Спочатку будівля проектувалася на конкурс проектів будівлі парламенту Угорщини, та проект не сподобався конкурсній комісії, і зрештою був втілений як будівля Палацу правосуддя. Зараз палац є пам’яткою архітектури. 
У приміщеннях палацу розміщувалися Верховний суд (1896 — 1949), Угорська національна галерея (1957 — 1973), Етнографічний музей (з 1973 року та дотепер).